# Campanula hagielia
Campanula hagielia är en klockväxtart som beskrevs av Pierre Edmond Boissier. Campanula hagielia ingår i släktet blåklockor, och familjen klockväxter. Inga underarter finns listade i Catalogue of Life.